# Eichoichemus propinquus
Eichoichemus propinquus là một loài ruồi trong họ Asilidae. Eichoichemus propinquus được Bromley miêu tả năm 1928.